# Vardan Ghazaryan
Vardan Ghazaryan (sinh ngày 1 tháng 12 năm 1969 tại Beirut, Liban) là một cựu cầu thủ bóng đá người Liban gốc Armenia. Ông đã thi đáu cho Đội tuyển bóng đá quốc gia Liban từ năm 1993 tới năm 2001.
Ông là một trong những cây săn bàn hàng đầu Liban khi ông đã có 19 bàn thắng cho đội tuyển nước này. Ông cũng có mặt trong đội hình triệu tập của đội tuyển quốc gia Liban tại Cúp bóng đá châu Á 2000 (HLV: Josip Skoblar) được tổ chức tại chính Liban. Vài năm trở lại đây ông đã quay trở lại Armenia, nơi ông đang sống.